# Пробуждане (филм)
„Пробуждане“ (на английски: Awakenings) е филм от 1990 г. с участието на Робърт де Ниро и Робин Уилямс. Той има три номинации за Оскар – за най-добър филм, най-добра главна мъжка роля (Де Ниро) и най-добър сценарий.
Филмът е базиран на мемоарите на невролога Оливър Сакс, който експериментира през 1969 г. с лекарството L-Dopa върху пациенти, страдащи от кататония, след като са преживели епидемията от летаргичен енцефалит в периода 1917-1928 г. Той открива, че медикаментът има лечебен ефект върху болестта.
Филмът е режисиран от Пени Маршъл. Робин Уилямс се превъплътява в ролята на д-р Малкъм Сайър, а Робърт де Ниро е пациент в клиниката му. В ролята на пациент във филма участва и джаз-легендата Декстър Гордън. Във филма играе и доайенът на шведското кино Макс фон Сюдов.
1. ↑  powergrid.thewrap.com //   Посетен на 2014 г.
2. ↑  www.boxofficemojo.com //   Посетен на 30 юни 2014 г.